# Ganadabi

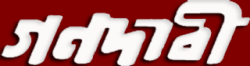
Logo van Ganadabi

Ganadabi (People's Demand) is een Bengaals weekblad, uitgegeven in Kolkata in de Indiase deelstaat West-Bengalen. Het is het orgaan van de communistische partij Socialist Unity Centre of India. De politieke kleur is dan ook communistisch.